# Garde
En garde er et marcherende orkester bestående af blæseinstrumenter og slagtøj - de består altså enten af et harmoniorkester, brass band eller tamburkorps, hvilket eventuelt kan suppleres med et trommekorps, fanfarekorps eller et partyband (eller et tamburkorps hvis ikke det er der i forvejen).
Hvis en garde har præfiksen drenge-, pige- (eller ingen/blandet), er det fordi at den udelukkende består af henholdsvis drenge, piger eller blandet køn - dog er garderkorps, der udelukkende er for drenge, ikke med præfiks i deres navn.

## Garderlivet
Livet som garder, hvilket betegnes som garderlivet, består udover træning i både eksercits, march og musiskudfoldelse ligeledes af et helt særligt socialt sammenhold, nye bekendtskaber på tværs af landet samt et væld af muligheder. Når man er nået langt nok i karrieren får man udleveret en uniform og dermed et ansvar for at være en præsentabel repræsentant for garden, garderlivet og Danmark.

## Karrieren
Der er flere karrieremuligheder inden for garderlivet. Først starter man som aspirant/rekrut, hvor man lærer det grundlæggende indenfor instrumenthåndtering, nodelære, musisk udfoldelse og march. Herefter kan man blive optaget i et af gardens dele. Senere vil man muligvis få mulighed for at skifte instrument samt få mere ansvar i form af graderne Dirigent, Tamburmajor, Kaptajn og hvad der ellers er i en enkelte garde.
 Der er for få eller ingen kildehenvisninger i denne artikel, hvilket er et problem. Du kan hjælpe ved at angive troværdige kilder til de påstande, som fremføres i artiklen.